# Lega Nazionale A 2006 (football americano)
La Lega Nazionale A 2006 è stata la 21ª edizione del campionato di football americano di primo livello, organizzato dalla SAFV.

## Squadre partecipanti
| Club                    | Città      | Stadio | Sponsor ufficiale | Risultato nella stagione 2005 |
| ----------------------- | ---------- | ------ | ----------------- | ----------------------------- |
| Bern Grizzlies          | Berna      |        |                   | Semifinalisti                 |
| Bienna Jets             | Bienne     |        |                   | Vincitori Lega B              |
| Gladiators Beider Basel | Basilea    |        |                   | Semifinalisti                 |
| Winterthur Warriors     | Winterthur |        |                   | Finalisti                     |
| Zürich Renegades        | Zurigo     |        |                   | Vincitori XX Swiss Bowl       |

## Stagione regolare

### Calendario

#### 1ª giornata
| 15 aprile 2006 | Winterthur Warriors | 12 – 26 | Zürich Renegades |  |

| 16 aprile 2006 | Bienna Jets | 30 – 20 | Gladiators Beider Basel |  |

#### 2ª giornata
| 23 aprile 2006 | Zürich Renegades | 54 – 0 | Bienna Jets |  |

#### 3ª giornata
| 30 aprile 2006 | Gladiators Beider Basel | 0 – 14 | Bern Grizzlies |  |

| 30 aprile 2006 | Bienna Jets | 7 – 47 | Winterthur Warriors |  |

#### 4ª giornata
| 7 maggio 2006 | Bern Grizzlies | 14 – 9 | Bienna Jets |  |

#### 5ª giornata
| 14 maggio 2006 | Gladiators Beider Basel | 14 – 24 | Zürich Renegades |  |

| 14 maggio 2006 | Winterthur Warriors | 21 – 17 | Bern Grizzlies |  |

#### 6ª giornata
| 20 maggio 2006 | Winterthur Warriors | 20 – 0 | Bienna Jets |  |

| 21 maggio 2006 | Bern Grizzlies | 13 – 26 | Gladiators Beider Basel |  |

#### 7ª giornata
| 25 maggio 2006 | Gladiators Beider Basel | 14 – 44 | Winterthur Warriors |  |

#### 8ª giornata
| 28 maggio 2006 | Gladiators Beider Basel | 38 – 0 | Bienna Jets |  |

| 28 maggio 2006 | Zürich Renegades | 23 – 20 | Winterthur Warriors |  |

#### 9ª giornata
| 3 giugno 2006 | Winterthur Warriors | 61 – 12 | Gladiators Beider Basel |  |

#### 10ª giornata
| 11 giugno 2006 | Bienna Jets | 27 – 20 | Bern Grizzlies |  |

#### 11ª giornata
| 17 giugno 2006 | Bienna Jets | 8 – 62 | Zürich Renegades |  |

| 18 giugno 2006 | Bern Grizzlies | 21 – 31 | Winterthur Warriors |  |

#### 12ª giornata
| 21 giugno 2006 | Bern Grizzlies | 0 – 34 | Zürich Renegades |  |

#### 13ª giornata
| 24 giugno 2006 | Zürich Renegades | 27 – 0 | Bern Grizzlies |  |

| 25 giugno 2006 | Zürich Renegades | 41 – 6 | Gladiators Beider Basel |  |

### Classifica
La classifica della regular season è la seguente:
- PCT = percentuale di vittorie, G = partite giocate, V = partite vinte, P = partite perse, PF = punti fatti, PS = punti subiti
- La qualificazione ai playoff è indicata in verde
- L'ultima classificata è relegata in Lega B 2007 (giallo)

| Pos. | Squadra                 | PCT   | G | V | N | P | PF  | PS  |
| ---- | ----------------------- | ----- | - | - | - | - | --- | --- |
| 1    | Zürich Renegades        | 1.000 | 8 | 8 | 0 | 0 | 291 | 60  |
| 2    | Winterthur Warriors     | .750  | 8 | 6 | 0 | 2 | 120 | 136 |
| 3    | Gladiators Beider Basel | .250  | 8 | 2 | 0 | 6 | 130 | 227 |
| 4    | Bern Grizzlies          | .250  | 8 | 2 | 0 | 6 | 99  | 175 |
| 5    | Bienna Jets             | .250  | 8 | 2 | 0 | 6 | 81  | 275 |

## Playoff

### Tabellone
|  | Semifinali | Semifinali              | Semifinali |                     |    | XXI Swiss Bowl   | XXI Swiss Bowl | XXI Swiss Bowl |  |
|  |            |                         |            |                     |    |                  |                |                |  |
|  | 1          | Zürich Renegades        | 48         |                     |    |                  |                |                |  |
|  | 1          | Zürich Renegades        | 48         |                     |    |                  |                |                |  |
|  | 4          | Bern Grizzlies          | 8          |                     |    |                  |                |                |  |
|  | 4          | Bern Grizzlies          | 8          |                     | 1  | Zürich Renegades | 13             |                |  |
|  |            |                         |            |                     | 1  | Zürich Renegades | 13             |                |  |
|  |            |                         | 2          | Winterthur Warriors | 21 |                  |                |                |  |
|  | 3          | Gladiators Beider Basel | 2          | Winterthur Warriors | 21 | 0                |                |                |  |
|  | 3          | Gladiators Beider Basel |            |                     |    |                  |                |                |  |
|  | 2          | Winterthur Warriors     | 45         |                     |    |                  |                |                |  |

### Semifinali
| 1º luglio 2006 | Winterthur Warriors | 45 – 0 | Gladiators Beider Basel |  |

| 2 luglio 2006 | Zürich Renegades | 48 – 8 | Bern Grizzlies |  |

### XXI Swiss Bowl
| Berna 15 luglio 2006 | Winterthur Warriors | 21 – 13 | Zürich Renegades | Stadion Neufeld |

## Verdetti
- Winterthur Warriors Campioni di Svizzera 2006
- Bienna Jets relegati in Lega B 2007